# ماجدة أبانويكز
ماجدة أبانويكز هي ممثلة كندية، ولدت في 8 نوفمبر 1985 بفانكوفر في كندا.

## أعمال

### أفلام
- (2004) تأثير الفراشة[5]
- (2013) الجحيم الأخضر

### مسلسلات
- كايل إكس واي

## وصلات خارجية
- ماجدة أبانويكز على موقع IMDb (الإنجليزية)
- ماجدة أبانويكز على موقع ميتاكريتيك (الإنجليزية)
- ماجدة أبانويكز على موقع روتن توميتوز (الإنجليزية)
- ماجدة أبانويكز على موقع قاعدة بيانات الأفلام العربية
- ماجدة أبانويكز على موقع ألو سيني (الفرنسية)
- ماجدة أبانويكز على موقع أول موفي (الإنجليزية)
- ماجدة أبانويكز على موقع قاعدة بيانات الفيلم (الإنجليزية)
- ماجدة أبانويكز على موقع ليتربوكسد (الإنجليزية)
- ماجدة أبانويكز على موقع كينوبويسك (الروسية)